# Ohlstadt
Ohlstadt er en kommune i Landkreis Garmisch-Partenkirchen i Regierungsbezirk Oberbayern i den tyske delstat Bayern. Den er administrationsby for Verwaltungsgemeinschaft Ohlstadt hvor de andre deltagend kommuner er Eschenlohe, Großweil og Schwaigen.

## Geografi
Ohlstadt ligger i Region Werdenfels.
I kommunen er der ud over Ohlstadt landsbyerne Weichs, Schwaiganger, Pömmetsried og Bartlmähmühle.

## Historie
Sydøst for Ohlstadt ligger på et lille bjerg 904 moh."Veste Schauenburg", det gamle "castrum Skoyenburg", der er den ældste borg i Loisachdalen; I 1096 var Rudolf von Owelstadt hersker på borgen.
Ohlstadt hørte under Kloster Schlehdorf. Området var en del af Kurfyrstedømmet Bayern og udgjorde en selvstændig Hofmark, der i 1803 blev nedlagt sammen Klosteret.
- Maleren Friedrich August von Kaulbach (1850 – 1920) levede i Ohlstadt. Hans hus er i dag Museum.